# Jürgen Wegge
Jürgen Wegge (* 27. Mai 1963) ist ein deutscher Arbeits- und Organisationspsychologe.

## Leben
Nach dem Abitur in Hattingen 1982 studierte Wegge Psychologie an der Ruhr-Universität Bochum. Er wurde 1994 an der Universität Dortmund mit der Dissertation Motivation, Informationsverarbeitung und Leistung. Untersuchungen über die Auswirkungen von Zielsetzungen auf die menschliche Informationsverarbeitung in Leistungshandlungen zum Dr. phil. promoviert und habilitierte sich 2003 ebendort. 2001/02 war er Gastprofessor an der Universität Konstanz und 2002/03 an der Universität Bielefeld. Von 2004 bis 2007 war er Professor für Psychologie an der Ludwig-Maximilians-Universität München. 2007 wurde er Professor für Arbeits- und Organisationspsychologie an der Technischen Universität Dresden.
Von 2010 bis 2012 war er Präsident der Fachgruppe Arbeits-, Organisations- und Wirtschaftspsychologie der Deutschen Gesellschaft für Psychologie (DGP). Seit 2014 ist er Mitherausgeber der Zeitschrift für Personalforschung. Er ist Mitglied im Board folgender Zeitschriften: Zeitschrift für Arbeits- und Organisationspsychologie, Journal of Personnel Psychology, Journal of Occupational and Organizational Psychology, Journal of Management & Organization und Zeitschrift für Gesundheitspsychologie. Außerdem gehört er dem wissenschaftlichen Beirat des Demographie Netzwerkes an. Er ist Autor zahlreicher Beiträge und Artikel.
Wegge ist verheiratet und Vater von zwei Kindern.

## Schriften (Auswahl)
- Lernmotivation, Informationsverarbeitung, Leistung. Zur Bedeutung von Zielen des Lernenden bei der Aufklärung motivationaler Leistungsunterschiede (= Pädagogische Psychologie und Entwicklungspsychologie. Band 7). Waxmann, Münster u. a. 1998, ISBN 3-89325-615-6.
- Führung von Arbeitsgruppen. Hogrefe, Verlag für Psychologie, Göttingen u. a. 2004, ISBN 3-8017-1820-4.
- (Hrsg. mit Klaus-Helmut Schmidt): Förderung von Arbeitsmotivation und Gesundheit in Organisationen (= Motivationsforschung. Band 21). Hogrefe, Göttingen u. a. 2004, ISBN 3-8017-1782-8.